# Теракт на різдвяному ярмарку в Берліні
19 грудня 2016, о 20:14 CET, сталася автомобільна таранна атака на різдвяний ярмарок, який проводився на площі Брайтшайдплац у берлінському районі Шарлоттенбург. Поліція і прокуратура розглядають це як терористичний акт.
Серед загиблих виявилося двоє громадян України, чоловік з дружиною що мешкали в Берліні. Їхні імена викарбувані на сходах Меморіальної церкви кайзера Вільгельма.

## Атака

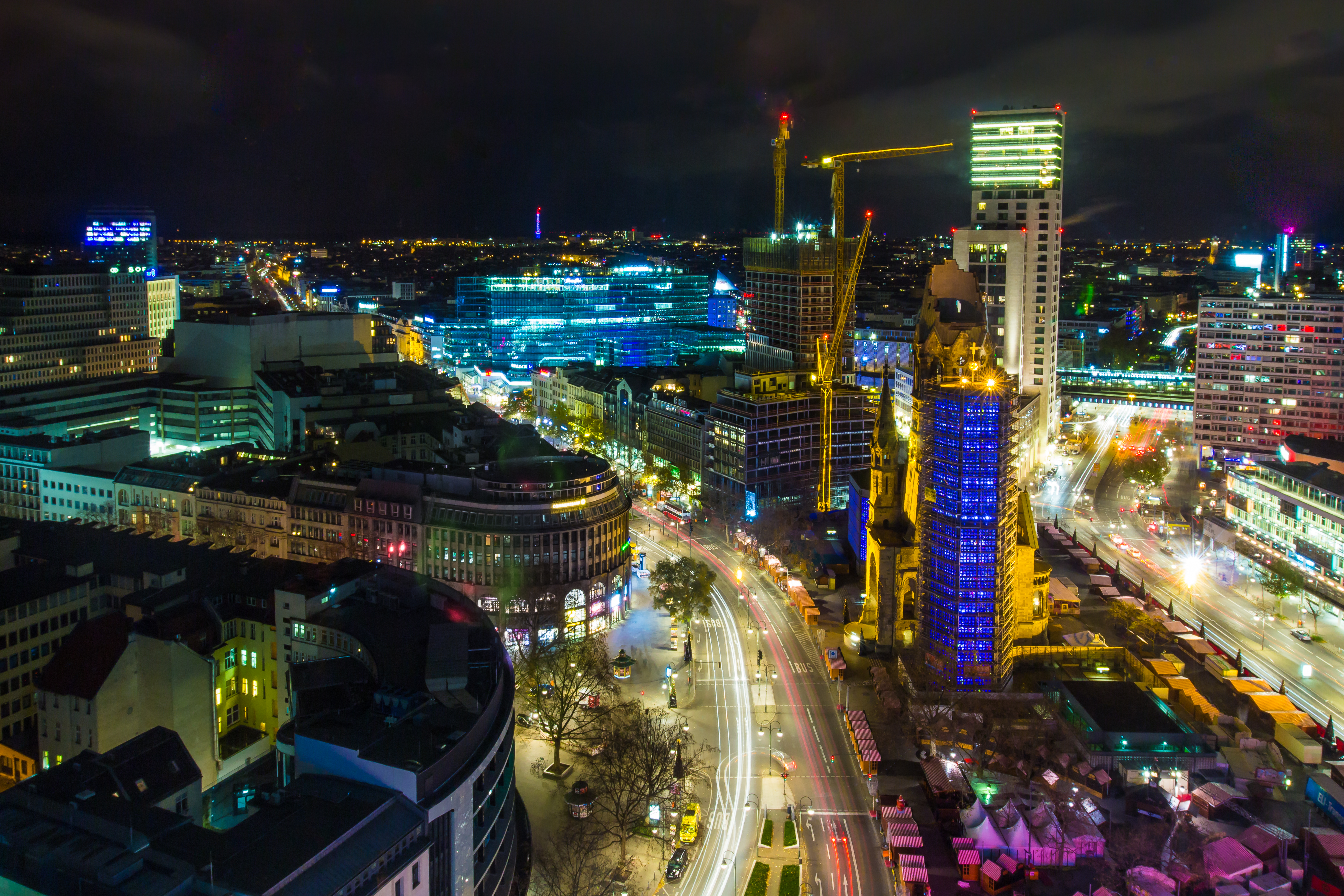
Різдвяний ярмарок на площі Брайтшайдплац в 2015

19 грудня 2016, о 20:14 за місцевим часом, чоловік скерував вкрадену вантажівку у Різдвяний ярмарок на площі Брайтшайдплац в берлінському районі Шарлоттенбург, вбивши 12 людей. Вантажівка проїхала 50-80 метрів, перетнула тротуар на Брайтшайдплац і зруйнувала дерев'яні хатинки. Місцева поліція заявила, що транспортний засіб приїхав з Будапештської вулиці поки, нарешті, не зупинився перед Меморіальною церквою кайзера Вільгельма. На пасажирському сидінні в кабіні вантажівки знайшли мертвого поляка, застреленого з малокаліберного пістолета. Як повідомилося, підозрюваний водій втік у напрямку до Колони перемоги і був узятий під варту.
Поліція і Генеральний прокурор розцінюють напад як терористичний інцидент. Федеральний канцлер Німеччини Ангела Меркель сказала: «Ми маємо прийняти, що це була терористична атака». Міністр внутрішніх справ також висловив те ж саме.

## Транспортний засіб

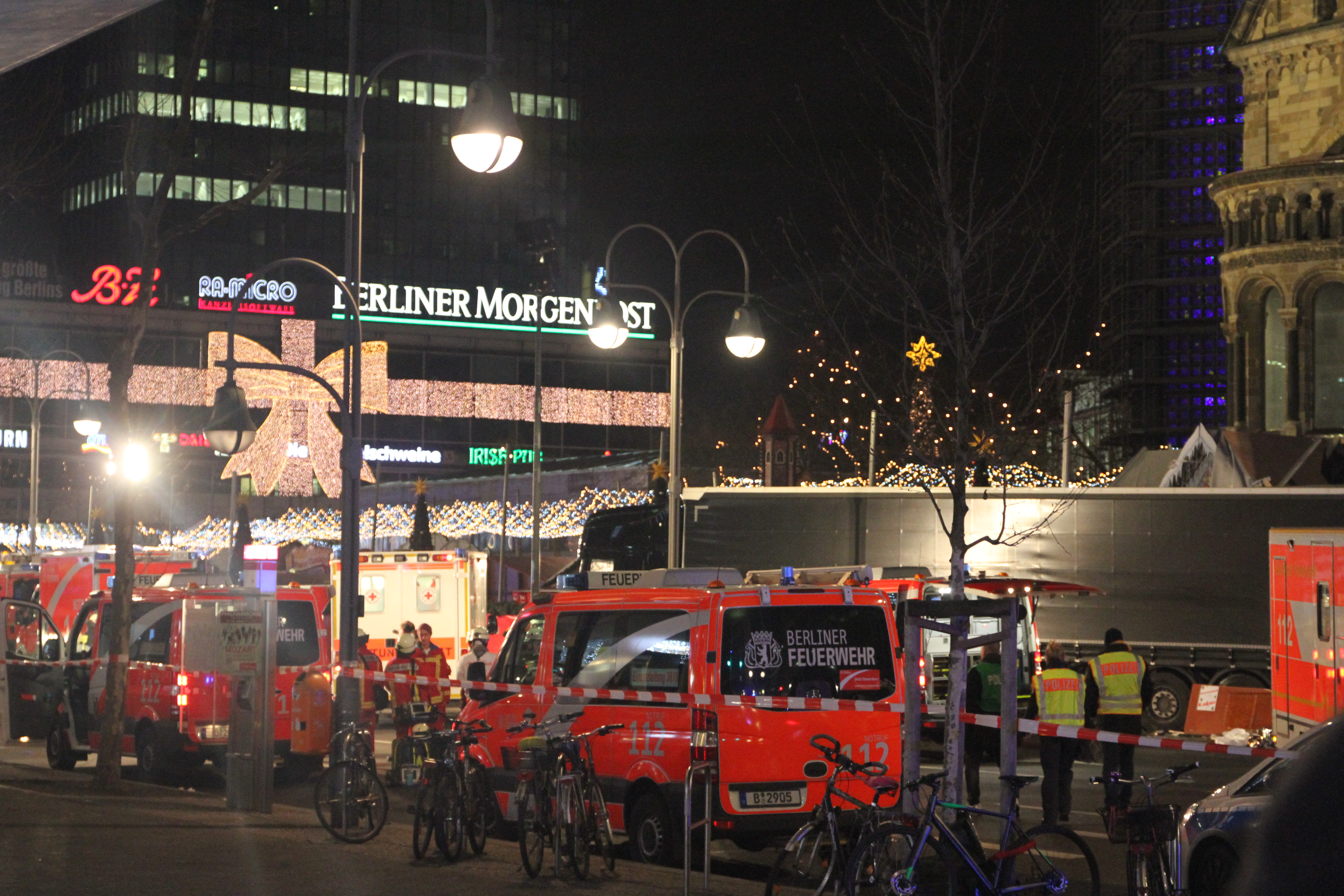
Причетна вантажівка

Транспортний засіб, за допомогою якого здійснена атака, це чорна фура Scania R 450. Вантажівка мала номерні знаки Польщі і належала польській компанії перевезень Usługi Transportowe Ariel Żurawski, прямуючи назад в Польщу з Італії і разом з цим транспортуючи сталеві балки в Берлін
За словами керівника компанії перевезень, його двоюрідний брат перебував за кермом вантажівки, але він не міг собі уявити, щоб він міг стати причиною такої події. Востаннє компанія зв'язувалась із водієм між 15:00 і 16:00, коли він повідомив, що прибув занадто пізно до пункту призначення в Берліні і має чекати всю ніч аби розвантажитися наступного ранку. Родина не спромоглася зв'язатися з водієм після 16:00. Компанія, яка володіє вантажівкою, виходячи з її GPS-координат, припустила, що вантажівку викрали. Власник компанії ідентифікував свого двоюрідного брата, справжнього водія фури, як чоловіка котрого знайшли мертвим у вантажівці. Вважається, що справжній водій був викрадений і вбитий злочинцем.

## Розслідування

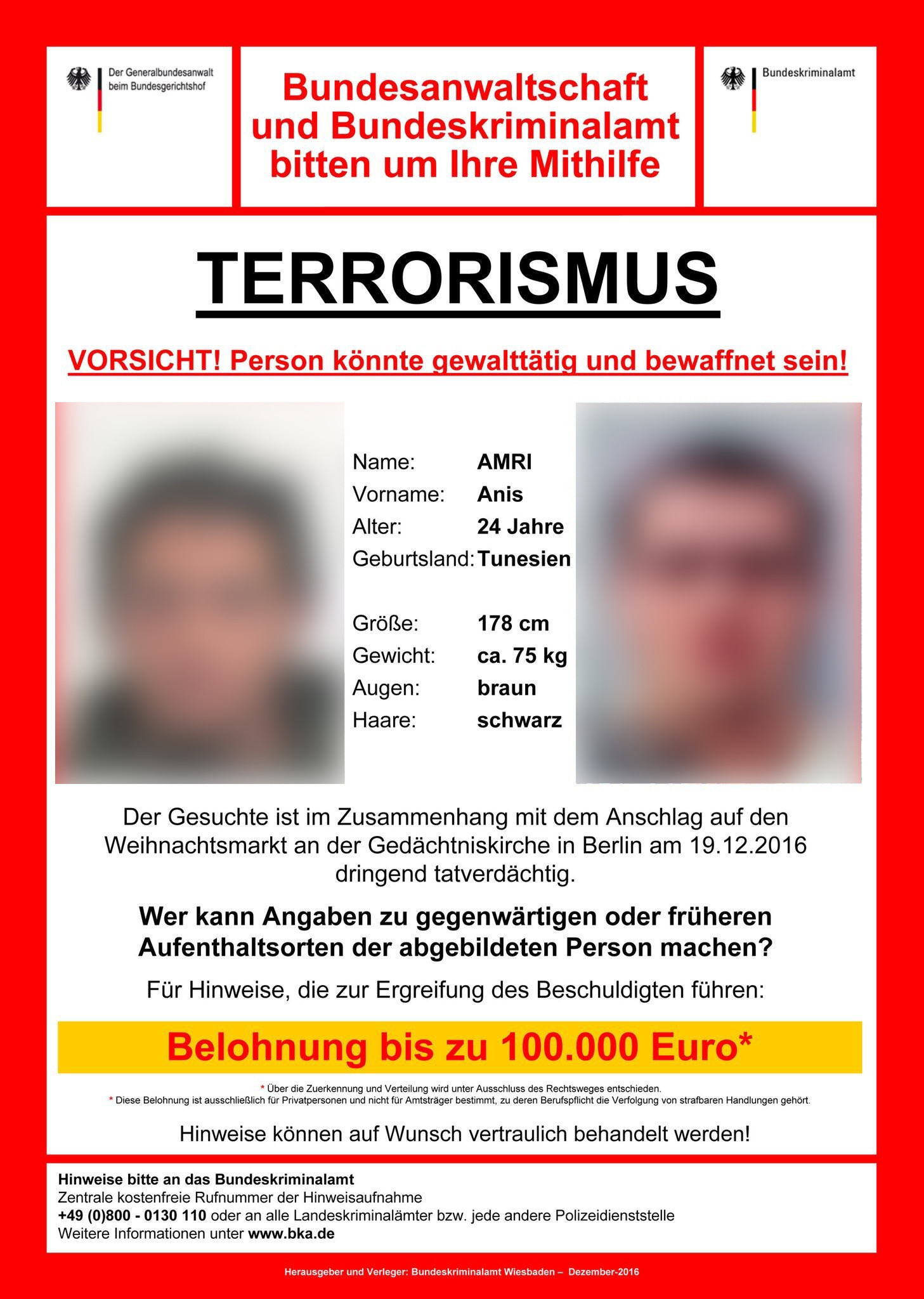
Плакат розшуку

Того ж вечора, поліція повідомила про арешт особи поруч з місцем нападу, яку тоді визначили підозрюваним водієм. Пізніше, джерела в поліції припустили, що можливо була заарештована «не та людина», адже індивідуум під вартою не мав вогнепальними залишками або будь-якими слідами сутички. Відповідно, вони вирішили, що зловмисник все ще на свободі. Німецький Генеральний прокурор при Верховному суді Пітер Франк заявив: «Ми повинні визнати, що затримана людина може виявитися ані злочинцем, ані бути пов'язаною з групою злочинців». Заарештований чоловік заперечив свою причетність. Щоденна газета Die Welt повідомила, що заарештований чоловік є 23-річним пакистанським біженцем, котрий переїхав в Німеччину 16 лютого 2013. Його звільнили ввечері 20 грудня через нестачу доказів.
21 грудня, поліція оголосила, що розслідування знайшло в вантажівці документи на ім'я громадянина Тунісу Аніса Амрі. Влада розпочала пошук підозрюваного по всій Європі. За інформацію, яка допоможе затримати ймовірного терориста, оголошено винагороду в розмірі 100 тисяч євро.
23 грудня, о 4-й ранку за Києвом, Амрі було вбито в перестрілці з поліцією на залізничній станції поблизу Мілана. Один з поліцейських отримав поранення в плече.